# دریاچه چوکچاگیر
دریاچه چوکچاگیر (انگلیسی: Lake Chukchagir) یک دریاچه در سرزمین خاباروفسک کشور روسیه است.